# Зеландія (острів)

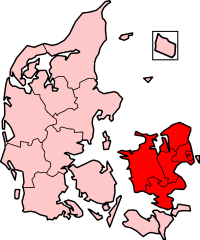
Зеландія на карті Данії

Зеландія (дан. Sjælland, Шьеллан) — найбільший острів на Балтиці і найбільший острів Данського архіпелагу та Данії загалом.

## Географія
Острів Зеландія розташований між Каттегатом і Балтійським морем, відокремлений від Швеції Орезундом (але з'єднаний Ересуннським мостом), від острова Фюн — Великим Бельтом (але з'єднаний Мостом Великий Бельт) .
Площа — 7016 км². За іншими даними 7544 км².

## Міста
- Фредеріксберг (Frederiksberg)
- Гельсінгер (Helsingør)
- Гіллеред (Hillerød)
- Хольбек (Holbæk)
- Копенгаген (København)
- Кьоге (Køge)
- Нествед (Næstved)
- Пресьо (Præstø)
- Роскилле (Roskilde)
- Слагельсе (Slagelse)
- Слангеруп (Slangerup)
- Соро (Sorø)
- Вордингборг (Vordingborg)
- Валленсбек (Vallensbæk)
- Калундборг (Kalundborg)